# Super Mario RPG (2023)
Super Mario RPG ist ein Remake des Spiels Super Mario RPG: Legend of the Seven Stars aus dem Jahr 1996. Es wurde in der Nintendo Direct am 21. Juni 2023 angekündigt und ist am 17. November 2023 für die Nintendo Switch erschienen. Das Remake stellt das Originalspiel in vollständiger 3D-Grafik neu dar, wobei das Design und die Proportionen der Originalfiguren größtenteils beibehalten werden. Das Spiel von 1996 wurde nie für das SNES in Europa veröffentlicht. Der Soundtrack des Spiels wurde ebenfalls neu arrangiert und mit orchestrierter Musik von Yoko Shimomura, der Komponistin des Originalspiels, versehen.
Super Mario RPG wurde von der Fachpresse insgesamt positiv aufgenommen und hält auf Metacritic einen Score von 84/100. Bis Ende März 2024 wurde das Spiel 3,14 Millionen Mal verkauft.